# Mount Horeb
Mount Horeb è un villaggio degli Stati Uniti d'America, situato in Wisconsin, nella contea di Dane.